# Jan Mládek
Jan Mládek, né le 1er juin 1960 à Jindřichův Hradec, est un homme politique tchèque anciennement membre du Parti social-démocrate tchèque (ČSSD). Il est ministre de l'Agriculture entre 2005 et 2006 puis ministre de l'Industrie et du Commerce entre 2014 et 2017.

## Biographie

### Formation
Mládek décroche son diplôme de l'École supérieure d'économie de Prague en 1983. Dans les années 1985 à 1990, il étudie à l'Institut des prévisions de Académie tchèque des sciences où, en avril 1990, il obtient un doctorat. En outre, il étudie les mathématiques et la physique pendant deux ans (1987-1989) à université Charles de Prague .

### Parcours professionnel
En 1991, il travaille comme assistant au département d'économie à la Faculté des sciences sociales de université Charles de Prague. Dans les années 1991-1992, il occupe le poste de conseiller du ministre fédéral de l'Économie, avant de devenir vice-ministre. En 1992-1995, Mládek travaille à titre de conseiller externe pour le ministre de l'Industrie et du Commerce.
En 1993-1998, il coopère avec l'université d'Europe centrale à Prague et Budapest dans le cadre de l'étude consacrée à la transformation et à la privatisation des pays postcommunistes d'Europe centrale et orientale. 

### Carrière politique
Dans les années 1998-1999, il occupe les fonctions de Vice-Premier ministre pour la Politique économique et, de 1999 à mai 2001, celles de vice-ministre des Finances. Aux élections de 2002, Mládek est élu à la Chambre des députés pour le Parti social-démocrate tchèque. Il siège à la commission du Budget et, en 2002-2004, à la commission des Affaires étrangères. Il reste à la Chambre des députés jusqu'en décembre 2005, puis démissionne. En 2004-2005, il occupe les fonctions de conseiller économique du président du gouvernement
.
En novembre 2005, il est nommé ministre de l'Agriculture au sein du gouvernement Paroubek. Il occupe ses fonctions jusqu'à la fin du gouvernement en août 2006.
Au sein du Parti social-démocrate tchèque, il est président le comité de politique économique ministre fantôme des Finances
Réélu à la Chambre des députés lors des élections législatives anticipées des 25 et 26 octobre 2013, il est nommé ministre de l'Industrie et du Commerce le 29 janvier 2014.

### Vie privée
Il est marié et père de cinq enfants.

### Activités de commerce, de gestion et d’administration
D’après l’extrait du Registre du commerce: 
- depuis février 1994, gérant et associé, Český institut aplikované ekonomie s.r.o.
- d’octobre 1999 à août 2000, président du directoire, Exportní garanční a pojišťovací společnost a.s.
- de janvier 2000 à septembre 2000, président du directoire, Česká exportní banka a.s., ČEB a.s.
- de février 2000 à juillet 2002, membre du conseil de surveillance, Královopolská a.s.
- de février 2002 à novembre 2005, président du directoire, Fontes rerum, družstvo pro ekonomická, politická a sociální studia
- de novembre 2004 à novembre 2005, membre du conseil de surveillance, PPP Centrum a.s. (Kras a.s.)